# S-IC
Az S-IC a NASA által az Apollo-program során használt Saturn V rakéták első fokozata volt. Létrejötte egy hosszú fejlesztési folyamat eredménye, amely egészen a második világháborús rakétafegyverig, a V–2-ig vezethető vissza. Tervezője Wernher von Braun, a Saturn rakéták atyja és az általa vezetett mérnökcsoport volt. A fokozat RP–1 jelű kerozint alkalmazott hajtóanyagként és cseppfolyós oxigént oxidálószerként. Ezzel a technikával hatalmas, kicsit több mint 3400 tonnás tolóerőt értek el a tervezők, amely hatékonyan volt képes gyorsítani a 2940  tonnás starttömegű űrszerelvényt. A hatalmas tolóerőt 5 db F–1 hajtóművel állították elő.
A rakétafokozatot a Boeing repülőgépgyár építette.

## Fejlesztésének története
Az '50-es évek közepéig az Egyesült Államok az atomfegyvereire és az azokat célba juttató nagy hatótávolságú óriás bombázó repülőgépekre építette katonai doktrináját, valamint arra a stratégiai elemzésre, miszerint más ország 15 éven belül nem lesz képes nukleáris fegyver kifejlesztésére. Azonban a Szovjetunió (majd kicsit később Nagy-Britannia) is atomfegyvert fejlesztett ki, sőt a szovjetek a rakétafejlesztések területén elért eredményei a repülőgép/atombomba kombinációt korszerűtlenné tették. Az USA hadvezetése ezért az addig csak kis intenzitással folyó rakétafejlesztések felgyorsítása mellett döntött. A probléma sürgető megoldása érdekében egyszerre indultak fejlesztések mindhárom amerikai haderőnemnél.

## Felépítése

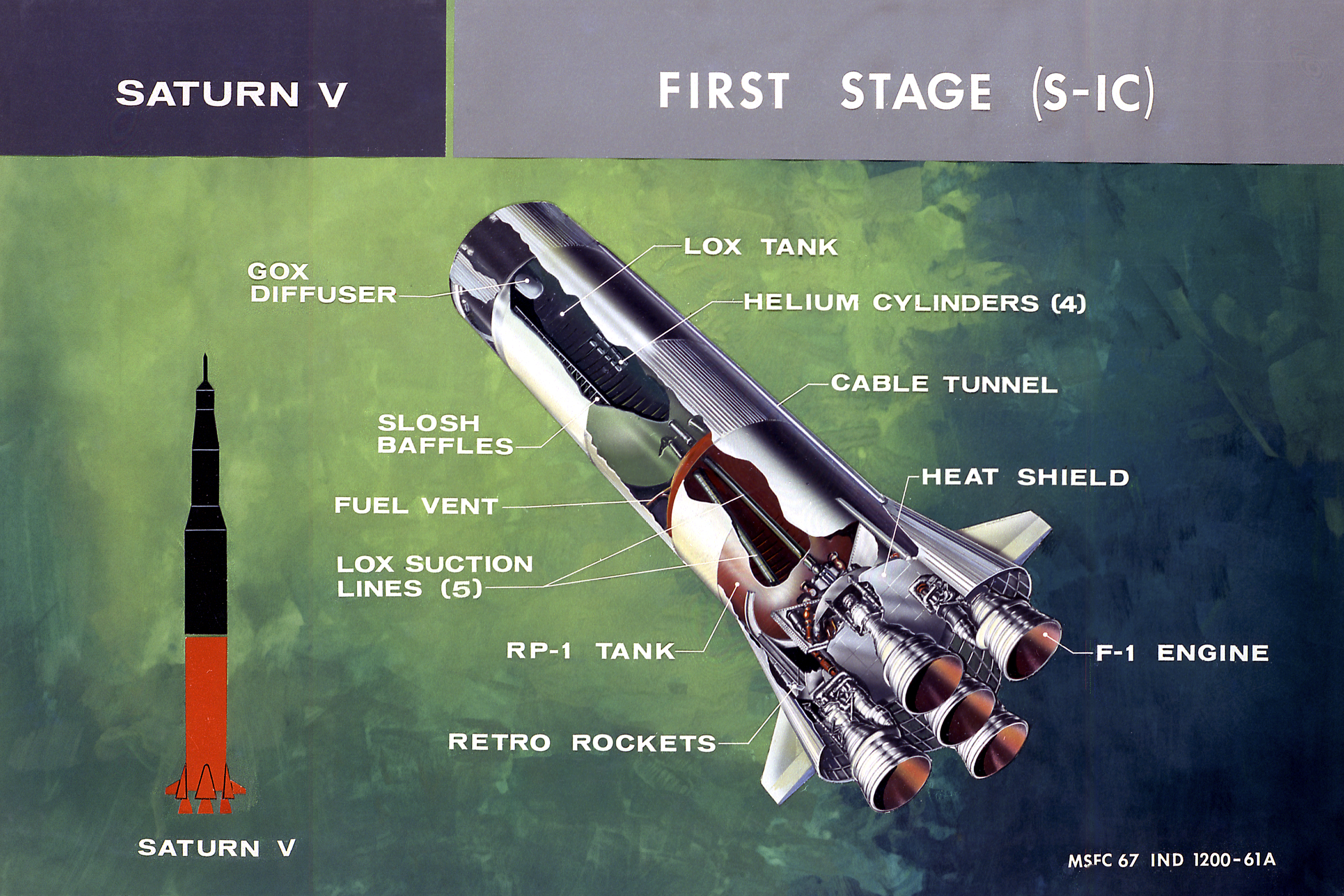
Az S-IC metszeti rajza

A rakétafokozat öt fő részegységből állt össze:
- Meghajtásház
- Üzemanyagtartály szerkezet
- Tartályösszekötő szerkezet
- Oxigántartály szerkezet
- Felső szoknya

A hengeres testű szerkezet alsó traktusa a meghajtásház volt, amelyben az öt darab F-1 hajtómű kapott helyet. Ennek a részegységnek a külsején kapott helyet a négy farokvezérsík is. Ezek a vezérsíkok egyben teherviselő elemek is voltak: ezekkel rögzítették az egész rakétát az indítóplatformhoz. Ennél fogva tehát ez az egység viselte az egész rakéta tömegét, és ez adta át a hajtóművek keltette tolóerőt a teljes szerkezetnek. A farokvezérsíkok a rögzítő funkció mellett a repülés során stabilizáló funkciót is betöltöttek. A henger fő szerkezeti eleme két gyűrű alakú tartóelem volt, amelyekbe a négy külső hajtóművet fogták be (egy a körbe írt négyzet csúcsain), valamint egy harmadik tartóelemet is beépítettek, amely a hossztengely mentén elhelyezett középső hajtóművet tartotta.

A fő szerkezeti elemken kívül jó néhány létfontosságú alrendszert is ebbe a részegységbe építettek. Itt kapott helyet a 8 db (az Apollo–15 esetében csak 4 db) fékezőrakéta, amelyek a felszállás során, a fokozat leválása után az S-IC és az S-II véletlen összeütközését voltak hivatottak elhárítani. Belül vezették el a hajtóművenként 2 db üzemanyagvezetéket, amelyek az Üzemanyagtartály szerkezettel kötötték össze a hajtóműházat. És végül ide építették be a hőpjzsot, amely a hajtóművek hőjét tartotta távol a cseppfolyós oxigéntől, nehogy a meleg robbanást okozzon a tartályban.
A meghatásház felett az üzemanyagtartály egység kapott helyet. Az egység fő alkatrésze a kb. 768 000 liter RP–1-es jelű kerozint magába fogadó tartály volt. A tartály belsejébe a hullámok, vagy örvények kialakulása ellen ható bordázatot építettek. A tartályokból indult ki az a 10 db (hajtóművenként egy pár) cső, amelyen át másodpercenként kb. 4 tonna kerozin juthatott a hajtóművekbe.
| Méretek            | Méretek      |
| Megnevezés         | Érték        |
| ------------------ | ------------ |
| Hosszúság          | 42,06 m      |
| Átmérő             | 10,06 m      |
| Üres tömeg         | 135 218 kg   |
| Felszállótömeg     | 2 286 217 kg |
| Hajtóanyag         |              |
| Megnevezés         | Érték        |
| Kerozin mennyisége | 768 438 l    |
| Kerozin tömege     | 642 892 kg   |
| Oxigén mennyisége  | 1 252 971 l  |
| Oxigén tömege      | 1 477 935 kg |
| Hajtómű            |              |
| Megnevezés         | Érték        |
| Tolóerő            | 38 703,16 kN |
| Égési idő          | 161 s        |

## Repülési profilja

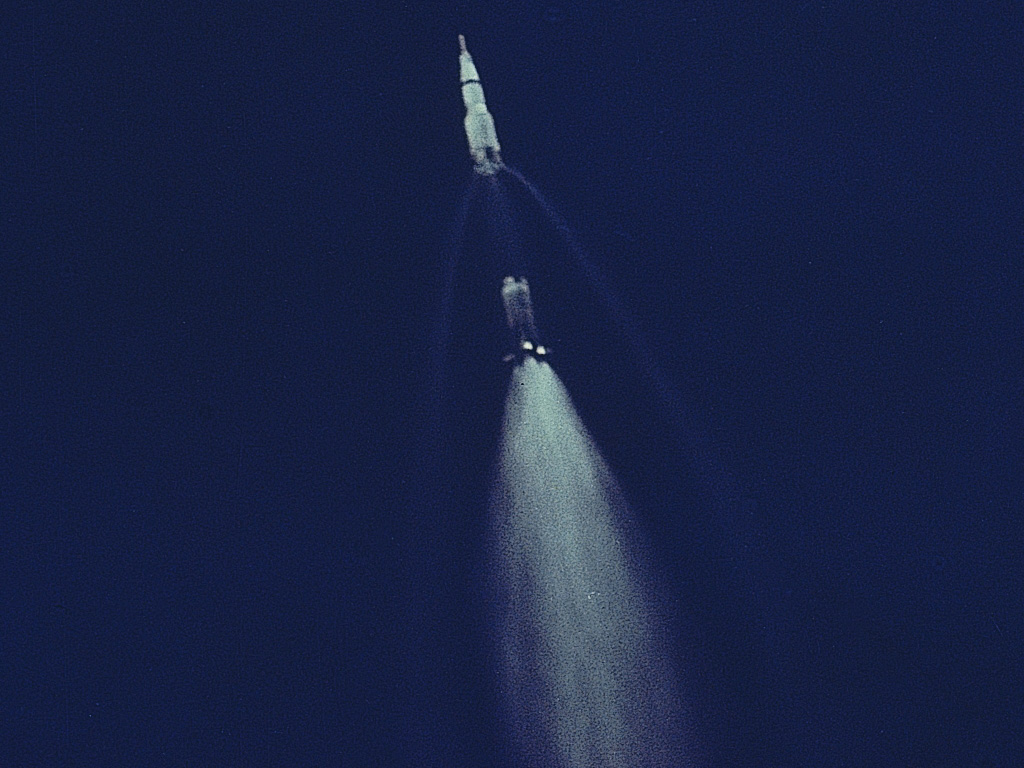
Az első fokozatleválasztás pillanata, az S-IC működésének végpontja

Az S-IC beindítása jelentette a Saturn V voltaképpeni startját. Az indítási folyamat 34,5 órával a rakéta indítóasztalról történő elemelkedése előtt (T - 28:00:00-nál) kezdődött. A felszállási procedúra pedig 6 másodperccel a felszállás előtt indult el, az oxigén-szelepek nyitásával. Először az oxidálóanyag áramlott a hajtóművek égésterébe, hogy biztos legyen a gyújtás. Ezután beindultak a hajtóművek gázgenerátorai és turbószivattyúi, amelyek a kerozint juttatták el és porlasztották az égéstérbe. A gyújtást egy hipergol (öngyulladó) oldatnak az égéstérben már jelen levő oxigén közé fecskendezésével végezték, amelyre a hajtóanyag szelepeinek nyitásával ráengedték a kerozint. Először a középső hajtóművet indították be, majd párosával a külső hajtóműveket, 0,3 másodperces időközökkel. A rakéta az ébredő tolóerő ellenére még nem mozdult, a rögzítőelemek a helyén tartották, amíg a teljes tolóerő fel nem épült mind az öt hajtóműben.
A startfolyamat a teljes tolóerő kialakulásakor elért a visszaszámlálás 0. időpontjára és az ún. visszatartó karok (a rakéta farokvezérsíkjait tartó, az egész szerelvényt szilárdan az indítóasztalhoz kötő mechanikus elemek) elfordultak és már csak a vezérsíkokon átdugott, elgyengített csavarok tartották vissza a rakétát. Ezek 0,5 másodperc alatt szakadtak el és a rakéta megmozdulhatott, ez volt a start igazi pillanata. A Saturn V ekkor gyorsulva emelkedni kezdett. Mindössze 131 métert tett meg – lényegében éppen elhagyta az indítóállás tornyát –, amikor beindult a forgási és bólintási manőver: az űrszerelvényt saját tengelye körüli forgásba vitték, stabilizálva a röptét (mint a lövedékekét szokás) és a függőleges repülést a felszínnel szöget bezáróvá állították át, amely egy hiperbolaív mentén vezetett a Föld körüli keringési pályára.
Az emelkedés 135,5 másodpercig ugyanolyan paraméterekkel történt – miközben 69 másodpercnél érte el a rakéta az ún. max Q értéket, a légköri közegellenállás legnagyobb nyomását –, ekkor a center hajtómű leállt. A külső hajtóművek a minimális üzemanyagmaradék eléréséig tovább működtek (ezt a pillanatot a négy beépített szintjelző közül kettő „üres” jelzése jelezte), hozzávetőleg még 25-30 másodpercig. A leállítást az oxigénáramlás megszüntetése okozta, a kerozináramlás leállítása csak tartalék megoldás volt. A hajtóművek leállítási parancsa egyben kiváltotta a fokozatleválasztási parancsot, a piropatronok átrobbantották a fokozatokat egymáshoz kapcsoló kötőelemeket és beindították az S-IC-re épített 8 db fékezőrakétát, amelyek 0,666 másodperces működése eltávolította a kiürült fokozatot a továbbrepülő rakétától. A művelet nagyjából 61 km magasan történt, a fokozatot a mozgási energiája még közel 50 km-re magasabbra vitte, ahonnan az egyre lassuló szerkezet visszazuhant az Atlanti-óceánba, kb. 350 kilométerre Cape Canaveral-től.

## Megépült példányai
| Saturn S-IC | Saturn S-IC                                            | Saturn S-IC                                            | Saturn S-IC                                                             |
| Szériaszám  | Felhasználása                                          | Felbocsátás dátuma                                     | Hol található ma                                                        |
| ----------- | ------------------------------------------------------ | ------------------------------------------------------ | ----------------------------------------------------------------------- |
| S-IC-T      | Statikus hajtóműtesztekre használt példány             | Statikus hajtóműtesztekre használt példány             | Kennedy Űrközpont, Apollo-Saturn V Center statikus kiállítás            |
| S-IC-S      | Tartálytesztekre használt példány (hajtóművek nélkül)  | Tartálytesztekre használt példány (hajtóművek nélkül)  | Elkallódott                                                             |
| S-IC-F      | Az indítóállás illesztési tesztjeihez használt példány | Az indítóállás illesztési tesztjeihez használt példány | Elkallódott                                                             |
| S-IC-D      | Dinamikus tesztekre használt példány                   | Dinamikus tesztekre használt példány                   | U.S. Space & Rocket Center, Huntsville, USA                             |
| S-IC-1      | Apollo–4                                               | 1967. november 9.                                      |                                                                         |
| S-IC-2      | Apollo–6                                               | 1968. április 4.                                       |                                                                         |
| S-IC-3      | Apollo–8                                               | 1968. december 21.                                     | é. sz. 30° 12′ 24″, ny. h. 74° 06′ 32″30.206667°N 74.108889°W           |
| S-IC-4      | Apollo–9                                               | 1969. március 3.                                       | é. sz. 30° 10′ 59″, ny. h. 74° 14′ 17″30.183056°N 74.238056°W           |
| S-IC-5      | Apollo–10                                              | 1969. május 18.                                        | é. sz. 30° 11′ 17″, ny. h. 74° 12′ 25″30.188056°N 74.206944°W           |
| S-IC-6      | Apollo–11                                              | 1969. július 16.                                       | é. sz. 30° 12′ 43″, ny. h. 74° 02′ 17″30.211944°N 74.038056°W           |
| S-IC-7      | Apollo–12                                              | 1969. november 14.                                     | é. sz. 30° 16′ 23″, ny. h. 73° 53′ 42″30.273056°N 73.895000°W           |
| S-IC-8      | Apollo–13                                              | 1970. április 11.                                      | é. sz. 30° 10′ 37″, ny. h. 74° 03′ 54″30.176944°N 74.065000°W           |
| S-IC-9      | Apollo–14                                              | 1971. január 31.                                       | é. sz. 29° 50′ 06″, ny. h. 74° 02′ 31″29.835000°N 74.041944°W           |
| S-IC-10     | Apollo–15                                              | 1971. július 26.                                       | é. sz. 29° 25′ 12″, ny. h. 73° 39′ 11″29.420000°N 73.653056°W           |
| S-IC-11     | Apollo–16                                              | 1972. április 16.                                      | é. sz. 30° 12′ 25″, ny. h. 74° 08′ 49″30.206944°N 74.146944°W           |
| S-IC-12     | Apollo–17                                              | 1972. december 7.                                      | é. sz. 28° 13′ 08″, ny. h. 73° 52′ 41″28.218889°N 73.878056°W           |
| S-IC-13     | Skylab űrállomás                                       | 1973. május 14.                                        |                                                                         |
| S-IC-14     | Felhasználatlan maradt                                 |                                                        | Lyndon B. Johnson Űrközpont, Houston Apollo-Saturn V statikus kiállítás |
| S-IC-15     | Felhasználatlan maradt                                 |                                                        | NASA Michoud Összeszerelő Üzem, New Orleans                             |

### Magyar irodalom
- Dancsó Béla: Holdséta - A Holdra szállás története, Novella Kiadó Kft, Budapest, 2004. ISBN 978-963-9442-24-5